# ROYAL ASCOT II STANDARD
ROYAL ASCOT II STANDARD〜最強馬決定戦〜（ロイヤルアスコットツースタンダード さいきょうばけっていせん）は、セガ（後のセガ・インタラクティブ）のメダルゲームで、競馬ゲームとして1997年に発売された。

## 概要
筐体中央部にトラックフィールドがあり、それを挟むようにサテライト10 (5+5) 席、そしてメインモニタとしてスーパーメガロ同等の大型プロジェクタ（1画面）が採用された。
スタンダード出荷時、サテライト数は10席であるが､メインモニター対面のガラステーブルを外すことにより2席追加でき、最大12 (5+5+2) 人での同時プレイとなる。

レースは常に6頭・左回り・1周半で争われ、レース体系として、予選・準決勝・決勝の13レースで1巡する、トーナメント形式である。

1R - 3R、5R - 7R、9R - 11Rは予選、4・8・12Rは直前3レースの予選から勝ち上がってきた馬で争われる準決勝、13Rは準決勝を勝ち抜いた馬で争われる決勝である。予選・準決勝では2着以内の馬が進出する。
11Rのみサテライト別に割り振られた持ち馬をエントリーさせることが可能である。参加者多数の場合は抽選で決定される。予選・準決勝では1着のみ、決勝では2着以内に入賞すれば賞金としてメダルの配当がうけられる。
馬券ゲームは単勝、馬連、馬単の3タイプがあり、パンフレットには表記されていないが、馬連・馬単においては、賭式のタブを2回押すことにより、流しモードに切り換えることが出来る操作が存在する。

## 機構

### サテライト
ロケーションでの清潔感とメンテナンス性向上の観点からサテライトのタッチパネル化が進み、縦画面化。前作でのボタン類が配されていた空間に赤いアームレストがつく。各サテライトのホッパーもモニタ横排出から腰下にあたる部分の下排出とし、エレベータレールが不要となった分機構が簡素化され、払い出しが高速なものへと置き換わり、払い出し口の受け皿も店舗のメダルカップがぴったり収まる形状となる。設計も一新され、サテライト側のメンテナンス性も前作までと比べ向上している。

### メイン部、外装
前作での頭上の大きい行灯は廃止され、メインモニタ周辺、その対面の2席両サイドの頭上へ延びるオブジェからアングルで繋いだ全8灯のレフランプでフィールドを照らす形へと筐体デザインがモダンナイズされた。尚、メインモニタのメインボードはデラックス同様model2となり、レース中は元より、ベット時のパドック画面等、演出面でのリアリティーさに献立している。透明ドームに至っては見栄えの観点から廃止され、機構面ではフィールド下を走るキャリア、挟んで上に乗る馬の模型は前作とは互換制はなく、前作での磁石の土台にタイヤホイールの内側へのクランク棒から透明プラ板で馬の脚を動かす機構から、キャリア上部のキャリア土台に内装された磁石の円盤から馬胴体内部でのギヤ駆動となり、馬本体自体は以前のものよりほぼノンメンテでの耐用年数も向上している。
実況は、ロイヤルアスコット2でも声を担当した山本直也。